# ライムンド・デ・ボルゴーニャ
ライムンド・デ・ボルゴーニャ（Raimundo de Borgoña, 1070年頃 - 1107年5月27日）は、後のカスティーリャ女王ウラカの最初の夫。ブルゴーニュ伯ギヨーム1世の息子で、フランス名はレーモン・ド・ブルゴーニュ（Raymond de Bourgogne）。ガリシア伯、ポルトゥカーレ伯、コインブラ伯。兄に伯位を継いだルノー2世とエティエンヌ1世が、弟にローマ教皇カリストゥス2世が、また姪にフランス王ルイ6世の王妃アデル・ド・サヴォワがいる。

## 生涯
1087年にカスティーリャ王アルフォンソ6世の娘であるウラカと結婚し、1095年にガリシア伯に叙せられた。ウラカとの間には1男1女が生まれた。
- サンチャ（?）
- アルフォンソ（1105年 - 1157年） - カスティーリャ王

ライムンドが1107年に死去した後、ウラカは2度再婚した。また、アルフォンソ6世の男子が早世していたことから、1109年にウラカが王位を継いだ。ウラカの死後はライムンドとの間の息子アルフォンソ7世が即位し、ボルゴーニャ（ブルゴーニュ）朝を興した。
ポルトゥカーレ及びコインブラ伯の地位は、1096年にアルフォンソ6世の別の女婿であるエンリケ・デ・ボルゴーニャ（ウラカの異母妹テレサの夫）が継承した。